# 식각
식각(蝕刻, etching 에칭[*])은 화학약품의 부식작용을 응용한 소형(塑型)이나 표면가공의 방법이다. 사용하는 소재에서 필요한 부위만 방식(防蝕) 처리를 한 후 부식시켜서 불필요한 부분을 제거하여 원하는 모양을 얻는다.
동판에 의한 판화, 인쇄기술로 발전해온 역사가 길기 때문에 구리나 아연같은 금속가공으로 사용되는 것이 많지만, 부식성만 있다면 다양한 소재의 소형, 표면가공에 응용이 가능하다.

## 판화, 인쇄
방식처리를 가한 구리판의 표면을 바늘로 깎아서 부식하여 음각을 얻는 데 사용된다. 부식작용을 통하여 간접적으로 판을 가공하기 때문에 음각화기법에서 간접법에 분류된다. 직접 구리판에 선을 조각하는 직접법보다 선을 뜻대로 그리기 쉽다.
아주 정교하고 세밀한 묘사가 가능하기 때문에 지폐의 자작에 사용된다. 자세한 것은 판화를 참조하세요

## 금속가공
프레스 가공에서 어렵고 복잡한 가공을 위해 식각이 응용되고 있다. 집적회로의 리드 프레임, 전기면도기의 망, 컬러 음극선관의 쉐도우마스크같은 수십 ~ 수백 μm 두께의 금속판재부품을 제조하는 기술도 있다. 이 방법으로 제작된 모형의 부품을 식각부품이라고 불린다.

## 반도체공학
반도체공학 분야는 웨이퍼의 반도체 박막을 형상가공하는 기술에 응용되고 있다. 반도체 웨이퍼에 산화박막을 형성해서 포토레지스트(photoresist)로 패턴을 형성한 후 식각으로 불필요한 박막을 제거한다. 식각 기법은 불산 액체를 사용하는 습식 식각(웨트 에칭)과 4불화 메탄(tetrafluoromethane) 가스를 사용하는 건식 식각(드라이 에칭)이 있다.
동일하게 인쇄 회로 기판의 배선 형성을 위해 도체(동박)을 제거하기 위한 공정에도 이용된다. 식각액으로는 염화철이 쓰인다.

## 기타
유리의 장식방법으로 유리 식각이 있다.

## 같이 보기
- 건식 식각
- 습식 식각
- 유리 식각
- 요판인쇄